# League of Ireland 1996/97
Die League of Ireland 1996/97 war die 76. Spielzeit der höchsten irischen Fußballliga. Sie begann am 31. August 1996 und endete am 27. April 1997. Titelverteidiger war St Patrick’s Athletic.
Derry City gewann zum zweiten Mal die irische Meisterschaft.

## Modus
Die zwölf Mannschaften spielten jeweils dreimal gegeneinander. Jedes Team absolvierte dabei 33 Saisonspiele. Die beiden letzten Vereine stiegen direkt in die First Division ab, der Drittletzte musste in die Relegation.

## Abschlusstabelle
| Pl. | Verein                        | Sp. | S  | U  | N  | Tore    | Diff. | Punkte |
| --- | ----------------------------- | --- | -- | -- | -- | ------- | ----- | ------ |
| 1.  | Derry City                    | 33  | 19 | 10 | 4  | 058:270 | +31   | 67     |
| 2.  | Bohemians Dublin              | 33  | 16 | 9  | 8  | 042:320 | +10   | 57     |
| 3.  | Shelbourne FC (P)             | 33  | 15 | 9  | 9  | 052:350 | +17   | 54     |
| 4.  | Cork City                     | 33  | 15 | 9  | 9  | 037:240 | +13   | 54     |
| 5.  | St Patrick’s Athletic         | 33  | 13 | 14 | 6  | 045:330 | +12   | 53     |
| 6.  | Sligo Rovers                  | 33  | 12 | 11 | 10 | 043:430 | ±0    | 47     |
| 7.  | Shamrock Rovers               | 33  | 10 | 13 | 10 | 043:450 | −2    | 43     |
| 8.  | University College Dublin AFC | 33  | 12 | 7  | 14 | 034:390 | −5    | 43     |
| 9.  | Finn Harps (N)                | 33  | 10 | 9  | 14 | 041:430 | −2    | 39     |
| 10. | Dundalk FC                    | 33  | 9  | 9  | 15 | 032:500 | −18   | 36     |
| 11. | Bray Wanderers (N)            | 33  | 5  | 8  | 20 | 030:590 | −29   | 23     |
| 12. | Home Farm FC (N)              | 33  | 3  | 10 | 20 | 026:530 | −27   | 19     |

Platzierungskriterien: 1. Punkte – 2. Tordifferenz – 3. geschossene Tore

| (M) | Amtierender irischer Meister         |
| (P) | Amtierender irischer Pokalsieger     |
| (N) | Neuaufsteiger aus der First Division |

## Kreuztabelle
| Hinrunde (Runden 1–22) | Hinrunde (Runden 1–22) | Hinrunde (Runden 1–22) | Hinrunde (Runden 1–22) | Hinrunde (Runden 1–22) | Hinrunde (Runden 1–22) | Hinrunde (Runden 1–22) | Hinrunde (Runden 1–22)        | Hinrunde (Runden 1–22) | Hinrunde (Runden 1–22) | Hinrunde (Runden 1–22) | Hinrunde (Runden 1–22) | 1996/97                       | Rückrunde (Runden 23–33) | Rückrunde (Runden 23–33) | Rückrunde (Runden 23–33) | Rückrunde (Runden 23–33) | Rückrunde (Runden 23–33) | Rückrunde (Runden 23–33) | Rückrunde (Runden 23–33) | Rückrunde (Runden 23–33)      | Rückrunde (Runden 23–33) | Rückrunde (Runden 23–33) | Rückrunde (Runden 23–33) | Rückrunde (Runden 23–33) |
| ---------------------- | ---------------------- | ---------------------- | ---------------------- | ---------------------- | ---------------------- | ---------------------- | ----------------------------- | ---------------------- | ---------------------- | ---------------------- | ---------------------- | ----------------------------- | ------------------------ | ------------------------ | ------------------------ | ------------------------ | ------------------------ | ------------------------ | ------------------------ | ----------------------------- | ------------------------ | ------------------------ | ------------------------ | ------------------------ |
| Derry City             | Bohemians Dublin       | Shelbourne FC          | Cork City              | St Patrick’s Athletic  | Sligo Rovers           | Shamrock Rovers        | University College Dublin AFC | Finn Harps             | Dundalk FC             | Bray Wanderers         | Home Farm FC           | Verein                        | Derry City               | Bohemians Dublin         | Shelbourne FC            | Cork City                | St Patrick’s Athletic    | Sligo Rovers             | Shamrock Rovers          | University College Dublin AFC | Finn Harps               | Dundalk FC               | Bray Wanderers           | Home Farm FC             |
|                        | 1:0                    | 1:1                    | 0:1                    | 1:1                    | 0:0                    | 1:0                    | 5:0                           | 3:0                    | 5:2                    | 5:1                    | 1:1                    | Derry City                    |                          | –                        | –                        | 0:2                      | 2:0                      | 0:2                      | 1:1                      | –                             | –                        | –                        | 5:2                      | 3:1                      |
| 0:2                    |                        | 1:1                    | 1:0                    | 0:1                    | 0:0                    | 1:1                    | 1:0                           | 3:1                    | 0:0                    | 1:0                    | 1:1                    | Bohemians Dublin              | 1:1                      |                          | –                        | 1:0                      | 2:1                      | 0:2                      | 1:3                      | –                             | –                        | 3:0                      | –                        | –                        |
| 2:2                    | 0:1                    |                        | 3:3                    | 0:1                    | 3:0                    | 2:0                    | 1:0                           | 1:2                    | 0:1                    | 1:0                    | 2:0                    | Shelbourne FC                 | 2:2                      | 0:1                      |                          | –                        | 1:1                      | –                        | 2:0                      | 1:0                           | 2:0                      | 2:1                      | –                        | –                        |
| 0:1                    | 0:0                    | 0:1                    |                        | 1:1                    | 1:0                    | 0:1                    | 1:0                           | 0:1                    | 0:0                    | 3:1                    | 0:0                    | Cork City                     | –                        | –                        | 3:1                      |                          | –                        | 1:2                      | 1:1                      | –                             | 1:0                      | –                        | 3:1                      | 2:1                      |
| 1:1                    | 5:0                    | 1:1                    | 0:0                    |                        | 2:2                    | 0:0                    | 1:1                           | 2:0                    | 2:2                    | 2:1                    | 1:2                    | St Patrick’s Athletic         | –                        | –                        | –                        | 1:1                      |                          | 4:2                      | 2:2                      | –                             | 2:1                      | –                        | 2:2                      | –                        |
| 0:1                    | 2:1                    | 0:3                    | 1:4                    | 2:0                    |                        | 1:1                    | 2:0                           | 0:2                    | 2:1                    | 0:1                    | 0:0                    | Sligo Rovers                  | –                        | –                        | 1:1                      | –                        | –                        |                          | 3:0                      | 2:1                           | –                        | –                        | 3:2                      | 3:2                      |
| 1:1                    | 3:2                    | 6:4                    | 0:1                    | 0:1                    | 2:1                    |                        | 0:0                           | 2:2                    | 0:2                    | 2:0                    | 2:1                    | Shamrock Rovers               | –                        | –                        | –                        | –                        | –                        | –                        |                          | 1:1                           | –                        | –                        | 2:2                      | 2:3                      |
| 0:1                    | 0:2                    | 1:3                    | 2:1                    | 0:1                    | 1:1                    | 1:0                    |                               | 0:0                    | 1:0                    | 2:1                    | 0:0                    | University College Dublin AFC | 1:0                      | 1:2                      | –                        | 3:0                      | 2:0                      | –                        | –                        |                               | 4:0                      | 3:1                      | –                        | –                        |
| 0:1                    | 1:2                    | 3:2                    | 0:1                    | 0:1                    | 1:1                    | 0:0                    | 5:1                           |                        | 0:0                    | 0:0                    | 3:0                    | Finn Harps                    | 0:1                      | 3:3                      | –                        | –                        | –                        | 3:4                      | 1:2                      | –                             |                          | 5:0                      | –                        | 3:2                      |
| 0:1                    | 0:2                    | 0:1                    | 0:1                    | 1:0                    | 1:1                    | 1:3                    | 2:2                           | 1:1                    |                        | 2:1                    | 2:1                    | Dundalk FC                    | 2:4                      | –                        | –                        | 0:4                      | 2:2                      | 2:1                      | 4:1                      | –                             | –                        |                          | –                        | –                        |
| 2:3                    | 0:1                    | 0:4                    | 0:0                    | 0:1                    | 2:2                    | 3:4                    | 0:2                           | 0:0                    | 0:1                    |                        | 1:0                    | Bray Wanderers                | –                        | 1:5                      | 1:1                      | –                        | –                        | –                        | –                        | 2:0                           | 0:1                      | 1:0                      |                          | –                        |
| 0:2                    | 0:3                    | 0:3                    | 0:2                    | 0:2                    | 0:0                    | 0:0                    | 0:1                           | 2:3                    | 0:0                    | 0:1                    |                        | Home Farm FC                  | –                        | 2:2                      | 3:0                      | –                        | 1:3                      | –                        | –                        | 2:3                           | –                        | 0:1                      | 1:1                      |                          |

## Relegation
Der zehntplatzierte Dundalk FC gewann die Relegation gegen den Dritten der First Division, Waterford United, und verblieb in der ersten Spielklasse.
|            | Gesamt |                  | Hinspiel | Rückspiel |
| ---------- | ------ | ---------------- | -------- | --------- |
| Dundalk FC | 3:1    | Waterford United | 3:0      | 0:1       |